# Beast!
 (juillet 2025).
Pour plus de détails, voir Fiche technique et Distribution.
Beast! est un film d'animation belge de court métrage réalisé par Pieter Coudyzer et sorti en 2016.

## Fiche technique
- Titre : Beast!
- Réalisation : Pieter Coudyzer
- Scénario : Pieter Coudyzer
- Animateur : Maya Gouby
- Montage : Ewin Ryckaert
- Musique : Ruben de Gheselle
- Producteur : Geert van Goethem et Linda Sterckx
- Production : S. O. I. L.
- Pays d'origine :  Belgique
- Durée : 19 minutes 54
- Dates de sortie :
  -  France : 13 juin 2016 (Festival international du film d'animation d'Annecy)

## Distribution
- Marc van Overmeir

## Distinctions
Il remporte le prix de la meilleure musique originale pour court métrage à l'édition 2016 du festival international du film d'animation d'Annecy.